# Grins
Grins – gmina w Austrii, w kraju związkowym Tyrol, w powiecie Landeck. Leży w Alpach, niedaleko miasta Landeck, nad rzeką Sanna, która powstaje z połączenia dwóch strumieni: Rosanna i Trisanna.
Gmina sąsiaduje z następującymi gminami Landeck, Pians, Stanz bei Landeck, Strengen, Tobadill i Zams.

## Historia
Tereny Grins dzięki przyjaznemu klimatowi i dogodnym warunkom były zasiedlone już od czasów prehistorycznych. Po raz pierwszy osada była wzmiankowana w 1288, jako Grindes. Niedaleko miejscowości znajduje się często odwiedzane święte źródło. W Grins znajduje się most rzymski, pochodzi on jednak z XVI wieku. Późnobarokowy kościół farny pw. św. Mikołaja (Hl. Nikolaus) został zbudowany w latach 1775–1779, później wielokrotnie przebudowywany i odnawiany. W środku znajdują się freski autorstwa Matthäusa Günthera. W 1945 większa część gminy padła ofiarą pożaru, ale została odbudowana w oryginalnym stylu.

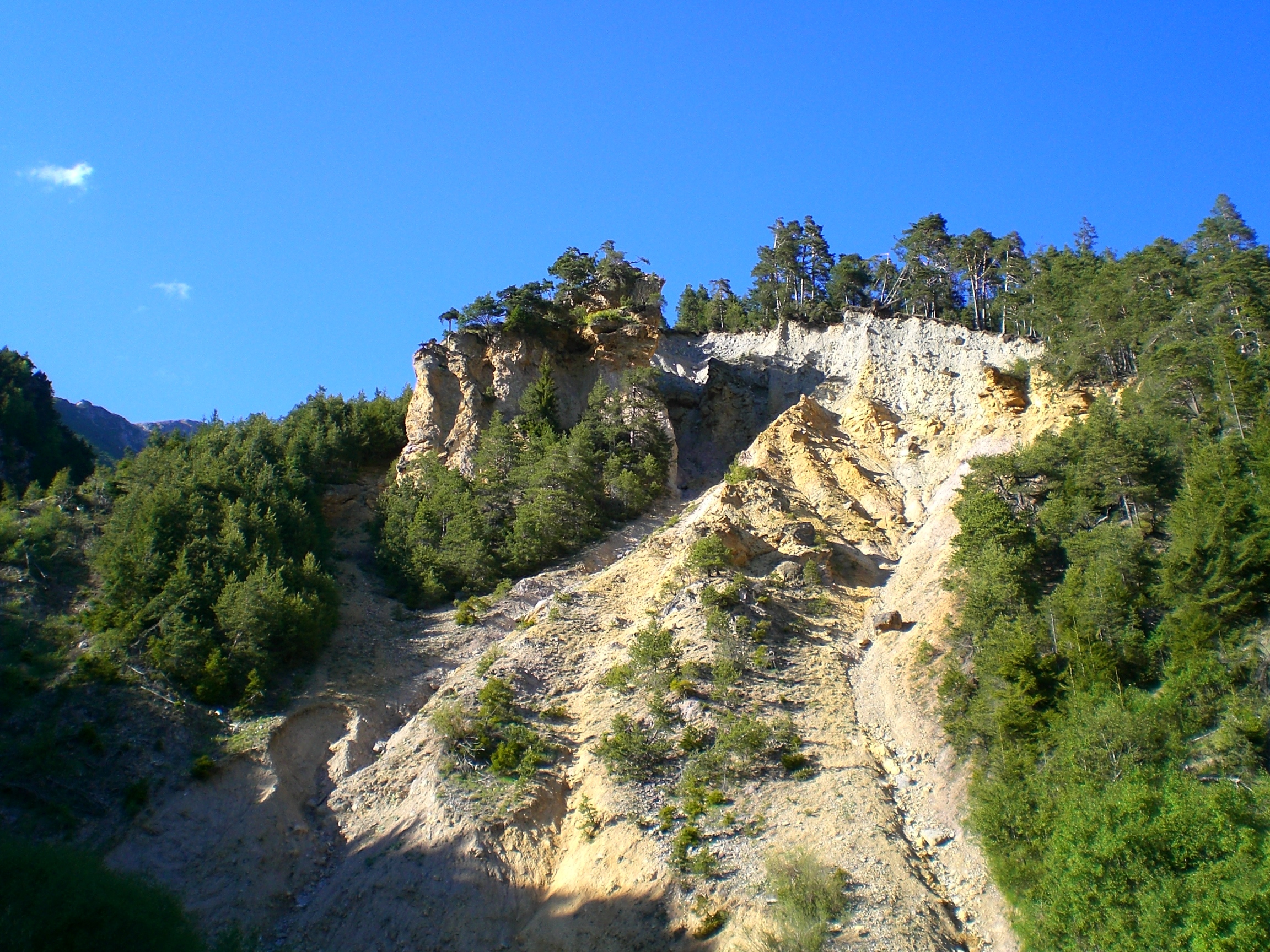
Kamieniołom k. Grins